# Ljubovija
Ljubovija (izvirno srbsko Љубовија) je naselje v Srbiji, ki je središče istoimenske občine; slednja pa je del Mačvanskega upravnega okraja.

## Demografija
V naselju, katerega izvirno (srbsko-cirilično) ime je Љубовија, živi 3124 polnoletnih prebivalcev, pri čemer je njihova povprečna starost 35,2 let (34,6 pri moških in 35,8 pri ženskah). Naselje ima 1315 gospodinjstev, pri čemer je povprečno število članov na gospodinjstvo 3,11.
To naselje je, glede na rezultate popisa iz leta 2002, večinoma srbsko, a v času zadnjih 3 popisov je opazen porast števila prebivalcev.
|  |

| Demografija | Demografija     | Demografija     |
| Leto        | Št. prebivalcev | Št. prebivalcev |
| ----------- | --------------- | --------------- |
|             |                 |                 |
|             |                 |                 |
|             |                 |                 |
|             |                 |                 |
| 1948        | 597             |                 |
| 1953        | 660             |                 |
| 1961        | 1142            |                 |
| 1971        | 1614            |                 |
| 1981        | 2717            |                 |
| 1991        | 3663            | 3637            |
| 2002        | 4186            | 4130            |
|             |                 |                 |

| Etnična sestava po popisu iz leta 2002 | Etnična sestava po popisu iz leta 2002 | Etnična sestava po popisu iz leta 2002 | Etnična sestava po popisu iz leta 2002 | Etnična sestava po popisu iz leta 2002 |
| -------------------------------------- | -------------------------------------- | -------------------------------------- | -------------------------------------- | -------------------------------------- |
| Srbi                                   | Srbi                                   |                                        | 4.047                                  | 97,99%                                 |
| Jugoslovani                            | Jugoslovani                            |                                        | 23                                     | 0,55%                                  |
| Črnogorci                              | Črnogorci                              |                                        | 3                                      | 0,07%                                  |
| Makedonci                              | Makedonci                              |                                        | 3                                      | 0,07%                                  |
| Romi                                   | Romi                                   |                                        | 2                                      | 0,04%                                  |
| Hrvati                                 | Hrvati                                 |                                        | 1                                      | 0,02%                                  |
| Rusi                                   | Rusi                                   |                                        | 1                                      | 0,02%                                  |
| Madžari                                | Madžari                                |                                        | 1                                      | 0,02%                                  |
| Bošnjaki                               | Bošnjaki                               |                                        | 1                                      | 0,02%                                  |
| Neznano                                | Neznano                                |                                        | 30                                     | 0,72%                                  |